# 이직보
이직보(李直輔, 1738년 ~ 1811년)는 조선의 문신이다. 본관은 연안(延安). 자는 유종(維宗), 호는 중주(中洲)·돈암(遯庵)이다.

## 생애
청렴하기로 유명했으며 청탁을 할 바에는 과거에 응시하지 않겠다는 이유로 주변의 권유에도 벼슬길에 나서지 않았으며 정조 대에 이르러서야 뒤늦게 벼슬길에 올랐다. 정조조에 공조참판, 도승지를 거쳐 우참찬을 지낸 뒤 대사헌을 지내고, 순조가 즉위하자 이조판서, 사헌부대사헌, 성균관좨주 등을 지냈다. 시호는 문경(文敬)이다.